# جمال ثریا
جمال‌الدین صبر، معروف به جمال ثریا (به ترکی استانبولی: Cemal Süreya) -شاعر و نویسنده  (زاده ۱۹۳۱ پولومور، تونج‌ایلی – درگذشته ۹ ژانویه ۱۹۹۰ استانبول) است. ویژگی شعرهای ثریا، ادبیت بخشیدن به مفاهیم اروتیک در شعر نو ترکیه است.

## زندگی‌نامه
جمال ثریا در سال ۱۹۳۱ او در شهر پولومور که در آن زمان بخشی از ارزنجان بود، از پدر و مادری با اصلیت علوی زازا به نامهای حسین و گل بیاض، متولد شد. سال‌های اول کودکیش را در شهر ارزنجان گذراند و پس از کشتار درسیم در سال ۱۹۳۸، همراه خانواده‌اش به بیله‌جک تبعید شد.

سپس مدرسه ابتدایی را که در بی‌اوغلو در استانبول شروع کرده بود، از کلاس سوم در بیله‌جک پی گرفت و بعدها بدون اطلاع پدرش در آزمون ورودی دبیرستان حیدرپاشا جهت تحصیل رایگان و بدون پرداخت شهریه و دریافت حمایت مالی حین تحصیل شرکت کرد و پس موفقیت در آزمون و ادامه تحصیل، از دبیرستان حیدرپاشای استانبول فارغ‌التحصیل شد.

ثریا جهت ادامه تحصیل وارد دانشکده علوم سیاسی دانشگاه آنکارا شد و تحصیلاتش را در رشته اقتصاد به اتمام رساند. پس از آن به مشاغلی چون بازرسی و دستیار بازرس در وزارت مالیه، مدیر کلی، عضو هیئت مشورتی نشریات فرهنگی وزارت فرهنگ، عضو هیئت مدیره بانک اقتصاد خاور میانه پرداخت. او همچنین بیش از ۲۵ سال عضو انجمن زبان ترکی بود و به مشاوره در چاپ و نشر و ویرایش و ترجمه در دانشنامه‌ها پرداخت.

او از ژوئن ۱۹۶۶ تا می ۱۹۷۰ به انتشار ۴۷ شماره از نشریه پاپیروس پرداخت که از اوت ۱۹۶۰ تا آن زمان، تنها ۴ شماره از آن منتشر شده بود، همچنین بین سال‌های ۱۹۸۰ و ۱۹۸۱ دو شماره دیگر از آن را منتشر کرد. در همین بین او به انتشار اشعار و نوشته‌هایش در نشریات و رسانه‌هایی مانند نامه یکشنبه، هفت‌تپه، تشکیلات، نوشته‌های ترکیه، سیاست، ملت جدید، روشنایی، حاشیه، یازکو سوموت، به سوی ۲۰۰۰ پرداخت.

جمال ثریا یکی از شاعران برجسته دومین جنبش ادبی نو در ترکیه و از نظریه‌پردازان آن به‌شمار می‌رود. او علی‌رغم مخالفت با شعر سنتی، یکی از شاعرانی بود که شعر سنتی را به بهترین شکل به کار برده‌است. او با ابداعات و قالب‌های خاص گویش خودش، با انباشت قوی و تصاویر زنده، نمونه موفق جریان دوم شعر نو ترکیه است.

پس از مرگش جایزه شعری به نام او بنیان گذاشته شد. در سال ۱۹۹۷ مجموعه «جمال ثریا» منتشر شد.

## نمونه اشعار
جمال ثریا در شعری تبعید سال ۳۸ را این‌گونه بیان می‌کند:

ما را در کامیونی ریختند

با دو سرباز مسلح بالای سرمان

سپس آن دو سرباز را در واگن سوارکردند

پس از روزها مسافرت در روستایی رهایمان کردند.

سگ‌ها به درازای تاریخ پاس می‌کردند.

## تغییر نام‌خانوادگی
به نقل از دخترخوانده جمال ثریا، گنچا اوسلو، ثریا با یک دوست صمیمی شاعرش بر سر یک شماره تلفن شرط‌بندی می‌کند که اگر باخت یک «ی» را از نام فامیلش حذف کند. شرط‌بندی را می‌بازد و نام خانوادگی‌اش از «ثریّا» به «ثریا» تغییر می‌دهد. این نام فامیلی اولین بار در سال ۱۹۵۶ در شعر «سیب» منتشر شد.

## ترجمه به فارسی
مجموعه شعر «من بوی دارچین می‌دهم» شامل شعرهای جمال ثریا با ترجمه همت شهبازی به فارسی ترجمه و توسط «نشر امرود» منتشر شده‌است.

## آثار

### اشعار
- (Üvercinka (۱۹۵۸
- (Göçebe (۱۹۶۵- خانه‌به‌دوش
- (۱۹۷۳) مرا ببوس و به دنیا بیاور
- (۱۹۸۴) حرف‌های عاشقانه (مجموعه اشعار)
- (۱۹۸۸) پایان پاییز
- (Sıcak Nal (۱۹۸۸
- (۱۹۹۰، ۱۹۹۵) مجموعه آثار حرف‌های عاشقانه
- Korkarak Vinç
- تو را از دور عاشقم

### نقد و بررسی
- (۱۹۷۶) با کلاهم که پر از گل است
- (۱۹۸۲) در طول روز
- (۱۹۹۲) ۹۹ چهره
- (۱۹۹۲) موهایت را بلند کن فرگیا
- (۱۹۹۲) شعر عامیانه دشمن
- (۱۹۹۲) نوشته‌های روشنگری
- (Oluşum’da Cemal Süreya (۱۹۹۲
- (۱۹۹۲) سرمقاله‌ای از پاپیروس
- مجموعه نوشته‌ها، شماره اول
- مجموعه نوشته‌ها، شماره دوم
- روزها